# Temmen-Ringenwalde
Temmen-Ringenwalde là một đô thị ở huyện Uckermark, bang Brandenburg, Đức. Đô thị này có diện tích 63,18 km², dân số thời điểm 31 tháng 12 năm 2006 là 707 người.